# Manning (Caroline du Sud)
Pour les articles homonymes, voir Manning.
La ville de Manning est le siège du comté de Clarendon, situé dans l’État de Caroline du Sud, aux États-Unis.

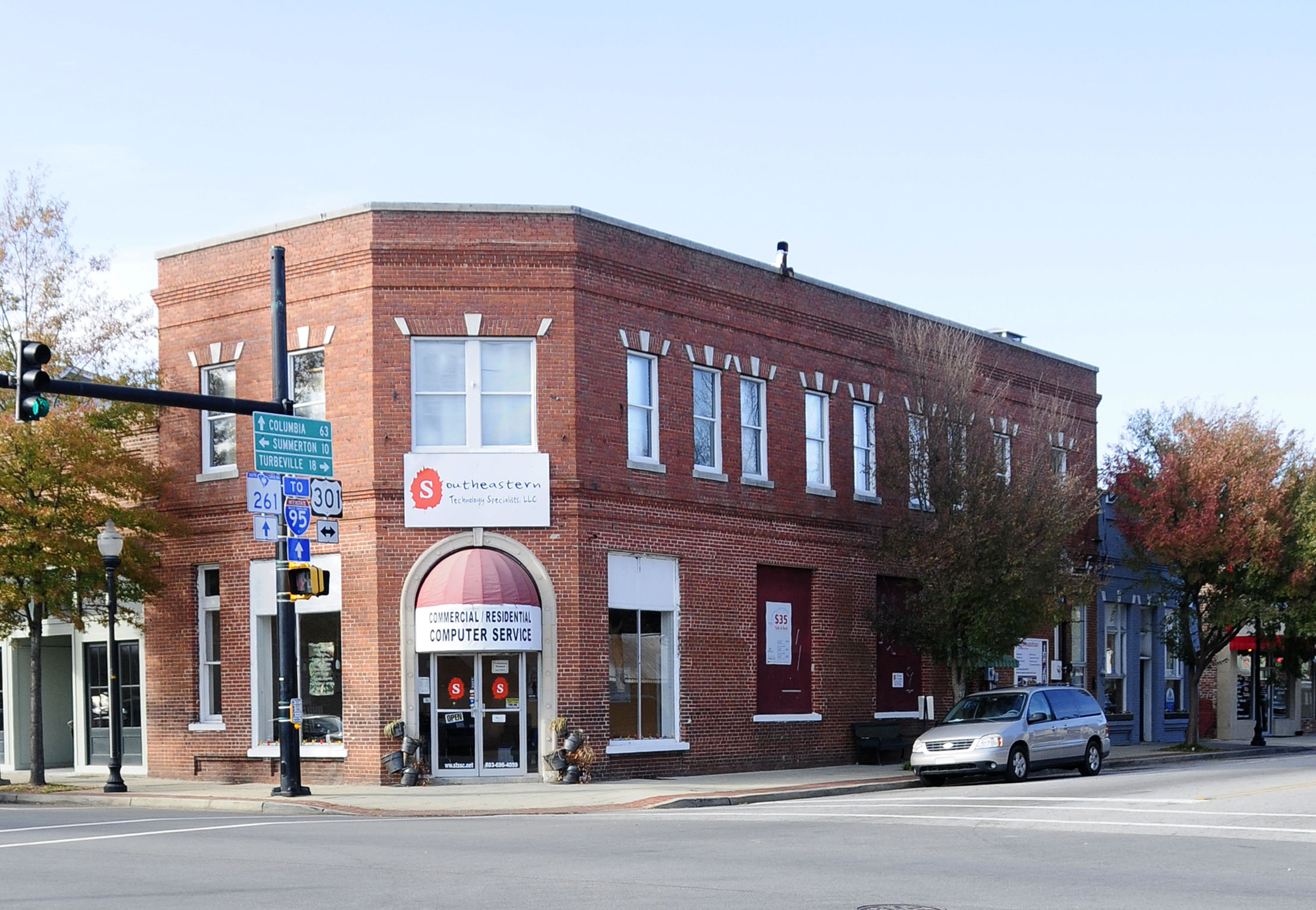
Le quartier historique commercial de Manning.

## Démographie
| 1890  | 1900  | 1910  | 1920  | 1930  | 1940  |
| ----- | ----- | ----- | ----- | ----- | ----- |
| 1 069 | 1 430 | 1 854 | 2 022 | 1 884 | 2 381 |

| 1950  | 1960  | 1970  | 1980  | 1990  | 2000  |
| ----- | ----- | ----- | ----- | ----- | ----- |
| 2 775 | 3 917 | 4 025 | 4 746 | 4 428 | 4 025 |

| 2010  | - | - | - | - | - |
| ----- | - | - | - | - | - |
| 4 108 | - | - | - | - | - |